# Станьковский сельсовет
Ста́ньковский сельсовет (бел. Станькаўскі сельсавет) — административная единица на территории Дзержинского района Минской области Беларуси. Административный центр — деревня Станьково.

## Географическая характеристика
Общая площадь территории составляет чуть более 146 км², сельсовет расположен в юго-центральной части Дзержинского района Минской области. На севере сельсовет граничит с Дзержинским и Фанипольским сельсоветами, на востоке — с Негорельским, на западе — с Добринёвским, а на юге проходит административная граница с Узденским сельсоветом одноимённого района. Расстояние от административного центра сельсовета до районного центра составляет 11 километров.
Станьково с окрестностями расположены на склонах Минской возвышенности, а средняя высота над уровнем моря составляет примерно 180—200 м. Через территорию сельсовета протекает река Уса, со своими притоками Рапусса и Студянка. Основную часть территории занимают пахотные земли, однако южную часть занимают сосновые леса, относящиеся к Станьковскому лесничеству.
Основными автомобильными дорогами, проходящими по территории сельсовета являются Н9531 (Негорелое—Самохваловичи) и Р65 (Заславль—Дзержинск—Озеро).

## История
До создания в 1924 году Станьковского сельсовета, вся его территория входила в состав Станьковской волости Минского уезда Минской губернии. Волость принадлежала графам Чапским, а до них — Радзивиллам. До второго раздела Речи Посполитой в 1793 году волость входила в состав Минского повета Минского воеводства, после — в составе Российской империи.
С 9 марта 1918 года в составе провозглашённой Белорусской Народной Республики, однако фактически находилась под контролем германской военной администрации. С 1 января 1919 года в составе Советской Социалистической Республики Белоруссия, а с 27 февраля того же года в составе Литовско-Белорусской ССР, летом 1919 года деревня была занята польскими войсками и административно было подчинено Минскому округу Гражданского управления восточных земель. После подписания рижского мира — в составе Белорусской ССР и под управлением Станьковского волостного Совета рабочих, солдатских и крестьянских депутатов.
20 августа 1924 года создан Станьковский сельсовет в составе Койдановского района Минской округа. 15 марта 1932 года район реорганизован в Койдановский национальный польский район. 29 июня 1932 года район переименован в Дзержинский. 31 июля 1937 года район упразднен, сельсовет присоединен к Минскому району. 4 февраля 1939 года сельсовет передан восстановленному Дзержинскому району.
Во время немецко-фашистской оккупации, территория сельсовета была подчинена крайсгебиту Минск-ланд гауптгебита Минск (с 1 сентября 1941 года) генерального округа Белорутения рейхскомиссариата Остланд. От захватчиков территория была освобождена 6−7 июля 1944 года.
30 октября 2009 года в состав сельсовета переданы все населенные пункты — Булыщина, Безодница, Войтовка-1, Войтовка-2, Большая Шатановщина, Весёлый Угол, Глуховщина, Ленино, Лихачёвщина, Ляховичи, Малая Шатановщина, Нарейки, Пеньковичи, Писаревщина, Плоское, Рябцевщина, Сосновый бор, Сивожанка, Студянка — из состава ликвидированного Ляховичского сельсовета.

## Состав сельсовета

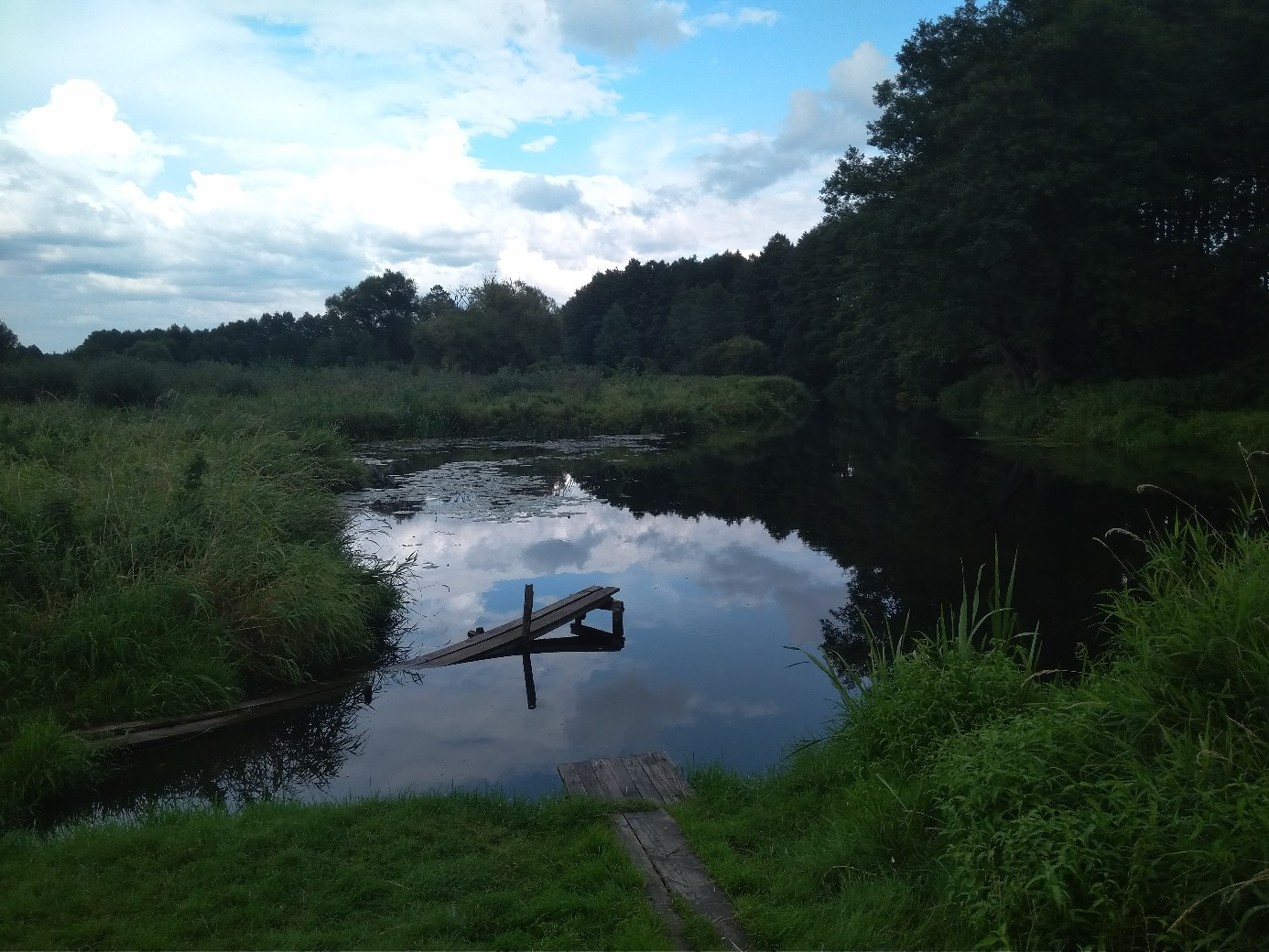
Слияние рек Уса и Студянка (река) близ д. Плоское

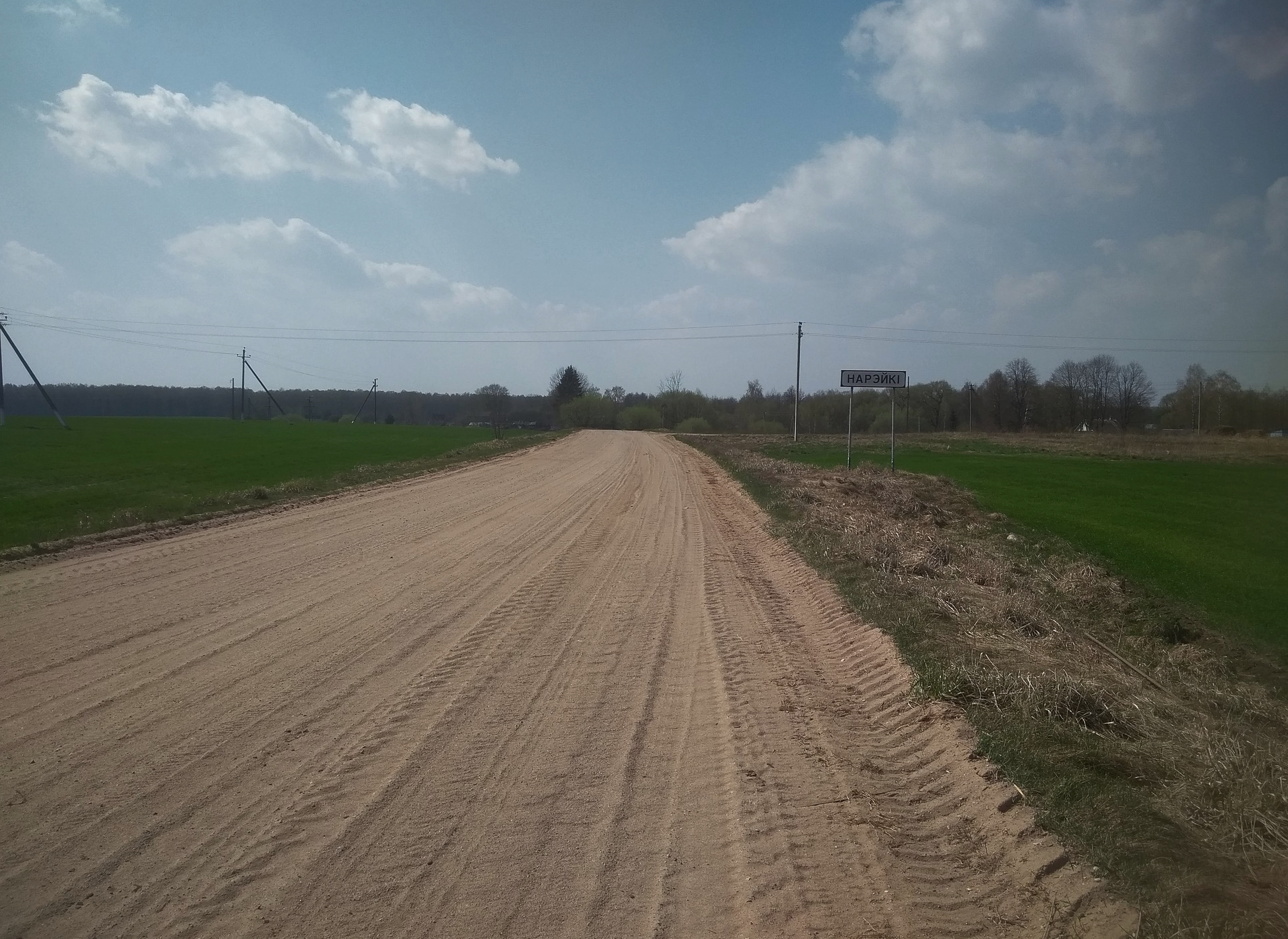
Луговой пейзаж Станьковщины (автодорога Ляховичи—Негорелое)

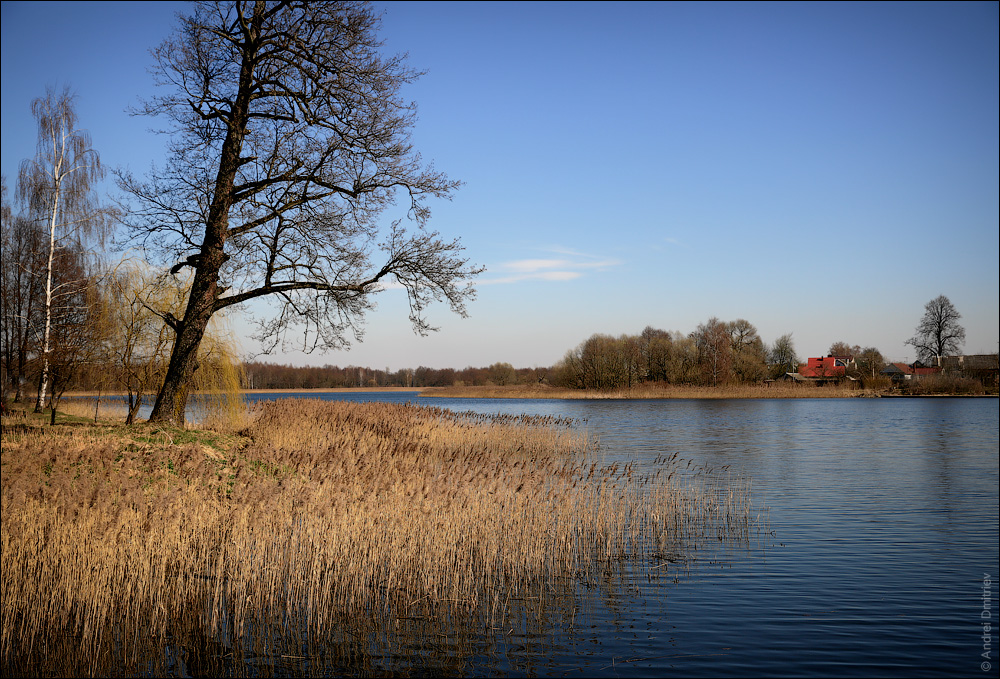
Парковый пруд в д. Станьково

| №   | Название            | (бел. )              | Статус      | Население (2020) |
| --- | ------------------- | -------------------- | ----------- | ---------------- |
| 1.  | Багрицовщина        | Багрыцоўшчына        | деревня     | ↗ 49             |
| 2.  | Безодница           | Бязодніца            | деревня     | ↗ 8              |
| 3.  | Богдановщина        | Багданаўшчына        | деревня     | ↗ 13             |
| 4.  | Большая Шатановщина | Вялікая Шатаноўшчына | деревня     | ↗ 46             |
| 5.  | Булынщина           | Булыншчына           | деревня     | → 1              |
| 6.  | Васильково          | Васількава           | деревня     | → 4              |
| 7.  | Весёлый Угол        | Вясёлы Вугал         | деревня     | ↗ 20             |
| 8.  | Вишнёвка            | Вішнёўка             | деревня     | ↗ 5              |
| 9.  | Войтовка-1          | Войтаўка 1           | деревня     | ↘ 6              |
| 10. | Войтовка-2          | Войтаўка 2           | деревня     | ↗ 9              |
| 11. | Глуховщина          | Глухоўшчына          | деревня     | ↘ 19             |
| 12. | Гриньковщина        | Грынькоўшчына        | деревня     | ↗ 13             |
| 13. | Жилевщина           | Жылеўшчына           | деревня     | → 7              |
| 14. | Заболотье           | Забалацце            | агрогородок | ↗ 442            |
| 15. | Зосино              | Зосіна               | деревня     | ↗ 37             |
| 16. | Каменка             | Каменка              | деревня     | ↗ 88             |
| 17. | Кленовка            | Кляноўка             | деревня     | ↗ 56             |
| 18. | Коски               | Коскі                | деревня     | ↗ 20             |
| 19. | Красовщина          | Красоўшчына          | деревня     | → 8              |
| 20. | Крылово             | Крылова              | деревня     | ↗ 8              |
| 21. | Крысово             | Крысава              | деревня     | ↗ 56             |
| 22. | Ленино              | Леніна               | деревня     | ↗ 36             |
| 23. | Лихачёвщина         | Ліхачоўшчына         | деревня     | ↗ 8              |
| 24. | Ляховичи            | Ляхавічы             | деревня     | ↗ 143            |
| 25. | Магалевщина         | Магалеўшчына         | деревня     | ↗ 69             |
| 26. | Малая Шатановщина   | Малая Шатаноўшчына   | деревня     | ↗ 7              |
| 27. | Мигдаловичи         | Мігдалавічы          | деревня     | ↘ 121            |
| 28. | Моровщина           | Мораўшчына           | деревня     | ↘ 24             |
| 29. | Нарейки             | Нарэйкі              | деревня     | ↗ 7              |
| 30. | Пеньковичи          | Пенькавічы           | деревня     | ↘ 4              |
| 31. | Писаревщина         | Пісараўшчына         | деревня     | ↘ 12             |
| 32. | Плоское             | Плоскае              | деревня     | ↘ 28             |
| 33. | Ружамполь           | Ружампаль            | деревня     | ↗ 47             |
| 34. | Рябцевщина          | Рабцаўшчына          | деревня     | → 6              |
| 35. | Сивожанка           | Сівожанка            | деревня     | ↘ 4              |
| 36. | Сломище             | Сломішча             | деревня     | ↘ 25             |
| 37. | Сосновка            | Сасноўка             | деревня     | ↗ 11             |
| 38. | Сосновый Бор        | Сасновы Бор          | деревня     | ↗ 132            |
| 39. | Станьково           | Станькава            | деревня     | ↘ 1 678          |
| 40. | Студянка            | Студзянка            | деревня     | ↘ 13             |

 административный центр сельсовета

## Население
| Национальный состав населения (на 2009 год) | Национальный состав населения (на 2009 год) | Национальный состав населения (на 2009 год) | Национальный состав населения (на 2009 год) | Национальный состав населения (на 2009 год) |
| Национальность (чел.)                       |                                             |                                             | %                                           |                                             |
| ------------------------------------------- | ------------------------------------------- | ------------------------------------------- | ------------------------------------------- | ------------------------------------------- |
| белорусы — 2 515 чел.                       |                                             |                                             | 77.15 %                                     |                                             |
| русские — 561 чел.                          |                                             |                                             | 17.21 %                                     |                                             |
| украинцы — 99 чел.                          |                                             |                                             | 3.04 %                                      |                                             |
| поляки — 39 чел.                            |                                             |                                             | 1.21 %                                      |                                             |
| другие — 46 чел.                            |                                             |                                             | 1.41 %                                      |                                             |
| всего — 3 260 чел.                          |                                             |                                             | 100.0 %                                     |                                             |

Численность населения — 3 290 человек (на 1 января 2020 года). В сравнении с аналогичным периодом 2018 года, количество жителей увеличилось на 55 человек (+2,37 %). Население Станьковского сельсовета составляет 4,72 % от численности населения Дзержинского района.
| Численность населения (по годам) | Численность населения (по годам) | Численность населения (по годам) | Численность населения (по годам) | Численность населения (по годам) |
| 1999                             | 2009                             | 2017                             | 2018                             | 2020                             |
| -------------------------------- | -------------------------------- | -------------------------------- | -------------------------------- | -------------------------------- |
| 3989                             | ↘3260                            | ↗3272                            | ↘3235                            | ↗3290                            |

## Экономика
Сельскохозяйственные предприятия
- филиал «Пятигорье» ОАО «Агрокомбинат «Дзержинский»;
- филиал «ММК-Агро» ОАО «Минский мясокомбинат»;
- ГП «Логовище Агро»;
- КФХ «Менжинский»[4]

Промышленные предприятия
- ОО «Антенея Форм»,
- РПУП «Завод точной электромеханики»,
- ОДО «КС-Электро»,
- ОДО «Вариж»,
- ОДО «Белдорзнак»,
- ООО «Фрэйм»,
- ООО «Белспецвнештехника — Новые технологии»,
- СООО «Международное кабельное производство»,
- ООО «Альянсбелпродукт»,
- ООО «Белкосмекс»,
- ООО «ОВВИ ГО».